# デイリーイン

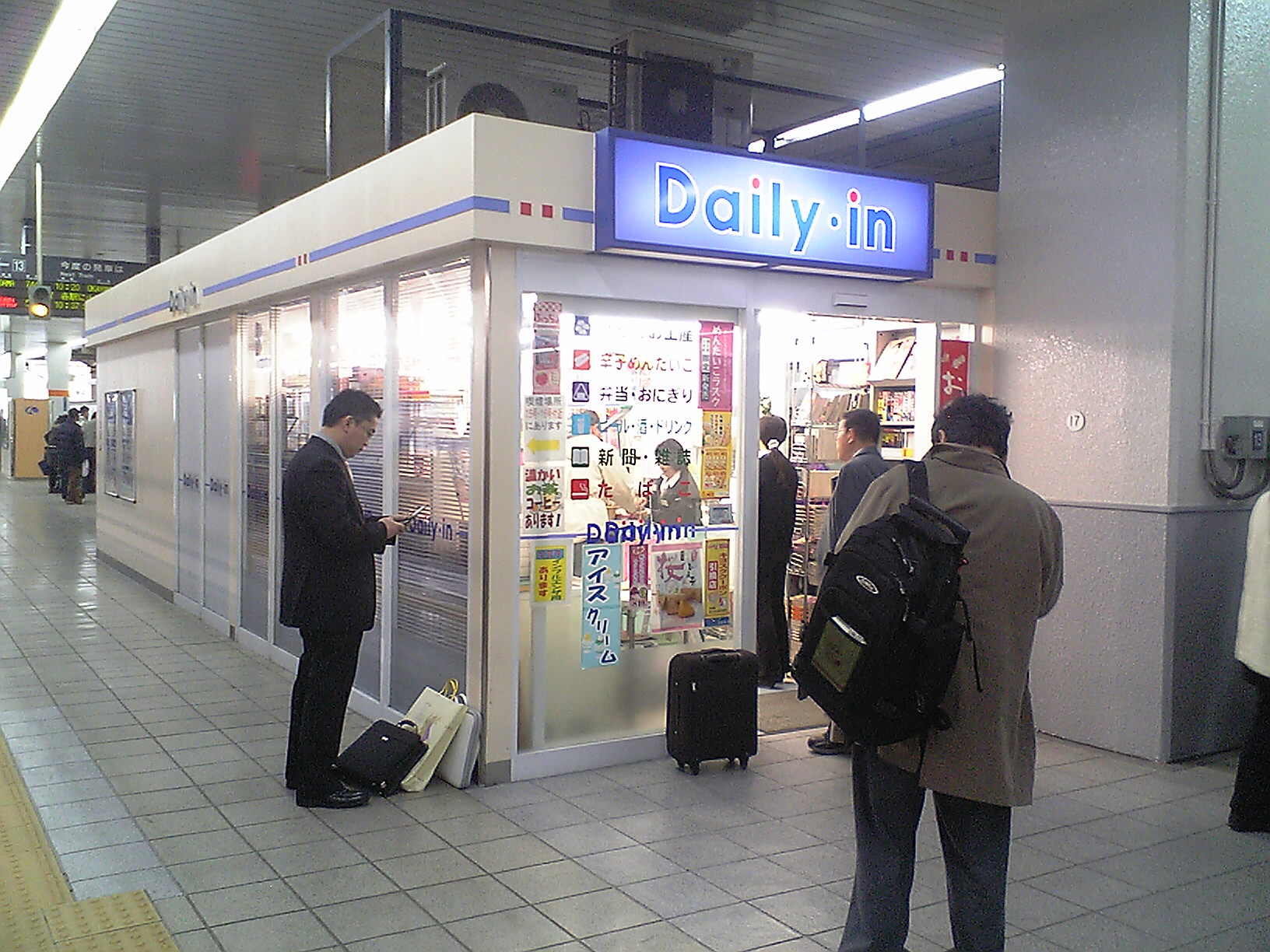
博多駅新幹線ホーム上にあったデイリーインの店舗（2010年2月撮影、現在は「セブン-イレブン Kiosk」として営業中）

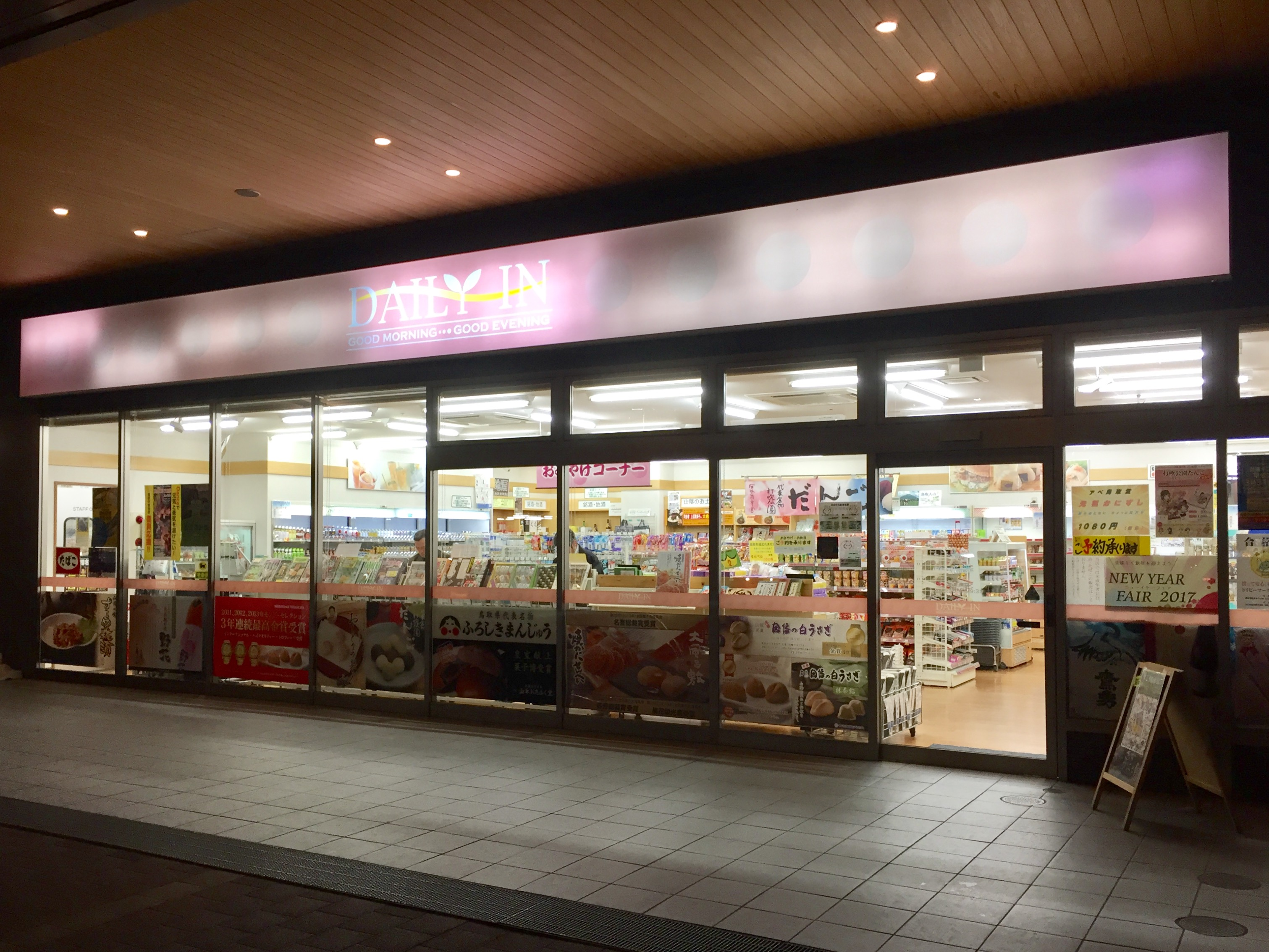
倉吉駅構内（南口）にあったデイリーイン最後の店舗（2017年1月撮影、現在は「セブン-イレブン Heart･in」として営業中）

デイリーイン (Daily・in) は、西日本旅客鉄道（JR西日本）の子会社であるジェイアール西日本デイリーサービスネットおよびその関連子会社（以下、JR西日本デイリーサービスネットグループ）がかつて展開していたコンビニエンスストアのブランド名。現在では「セブン-イレブン ハートイン (Heart･in)」および「セブン-イレブン キヨスク (Kiosk)」に転換されている（詳細は後述）。

## 概要
元々は西日本キヨスクで使われていたもので、新規出店のほか、キヨスク（駅売店）やJR西日本デイリーサービスネットグループの関連店舗を転換する形で出店が行われた。当初は同グループが展開するコンビニエンスストアのうち、小型店を「デイリーイン」、大型店を「ハート・イン」とした。
2005年10月からICOCA電子マネー機能による商品購入サービスが順次開始された。
2012年10月に近畿地区の店舗（ジェイアール西日本デイリーサービスネットの運営店舗）について「ハート・イン」へ統一化することが発表され、順次「ハート・イン」に転換されることとなった。
2014年3月に、ジェイアール西日本デイリーサービスネットおよび親会社のJR西日本がセブン-イレブン・ジャパンとコンビニエンスストア事業およびキヨスク事業について業務提携を行い、運営店舗を「セブン-イレブン ハートイン (Heart･in)」および「セブン-イレブン キヨスク (Kiosk)」へ概ね5年で転換すると発表、この時点でハート・インへの転換が未実施であったデイリーインブランドの店舗についても順次転換が行われることとなった。その後、同ブランドの店舗として最後まで残っていた鳥取県の倉吉駅構内における「デイリーイン倉吉」がブランド転換のため2018年10月31日に閉店し、同ブランドの店舗は完全に消滅している。

## 沿革
- 1987年（昭和62年）6月 - 西日本キヨスクが設立。
- 2000年（平成12年）4月1日 - JR西日本の物販・飲食事業を行っている子会社を再編。西日本キヨスクとジェイアール西日本リーテックス（ハート・インの運営会社）が統合されジェイアール西日本デイリーサービスネットとなり、JR西日本の支社エリアにあわせる形で物販・飲食部門を5社に分社し近畿圏以外の運営が子会社運営となる。
- 2012年（平成24年）10月 - 近畿圏の店舗の名称について「ハート・イン」へ統合すると発表[2]。
- 2014年（平成26年）3月 - JR西日本とジェイアール西日本デイリーサービスネットがセブン-イレブン･ジャパンとの間で、コンビニエンスストア事業とキヨスク事業について業務提携を結び（事実上セブン-イレブンのエリアフランチャイズ化）、今後5年間で「セブン-イレブン ハートイン (Heart･in)」および「セブン-イレブン キヨスク (Kiosk)」に順次転換していくと発表[3]（ハート・インへの転換が未実施であったデイリーインブランドの店舗についても順次転換を行う）。
- 2018年（平成30年）12月 - 同年10月31日に閉店した「デイリーイン倉吉」のリニューアルにより[6][注 1]、デイリーイン全店舗のブランド転換（「セブン-イレブン ハートイン (Heart･in)」および「セブン-イレブン キヨスク (Kiosk)」化）が完了。

## 運営会社
- ジェイアール西日本デイリーサービスネット（主として近畿圏）
- ジェイアールサービスネット岡山
- JR西日本山陰開発（旧：ジェイアールサービスネット米子）
- ジェイアールサービスネット広島
- ジェイアールサービスネット福岡

なお、ジェイアールサービスネット金沢が運営していたキヨスクから転換した小型コンビニは、「ステーションピット ちゃお」として展開していた。